# Liste des mollusques non marins de la Guadeloupe

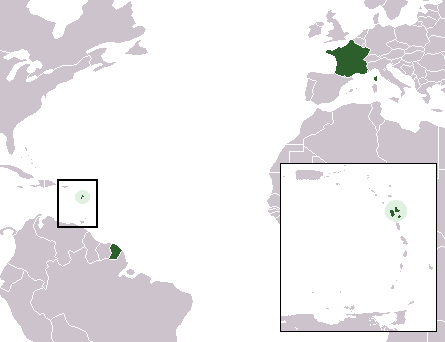
Lieu de la Guadeloupe dans les Caraïbes

Les mollusques non marins de la Guadeloupe sont une partie de la faune de mollusques de la Guadeloupe (faune de la Guadeloupe). Un certain nombre d'espèces de mollusques non marins se trouvent à l'état sauvage en Guadeloupe.

## Gastéropodes d'eau douce
Ampullariidae

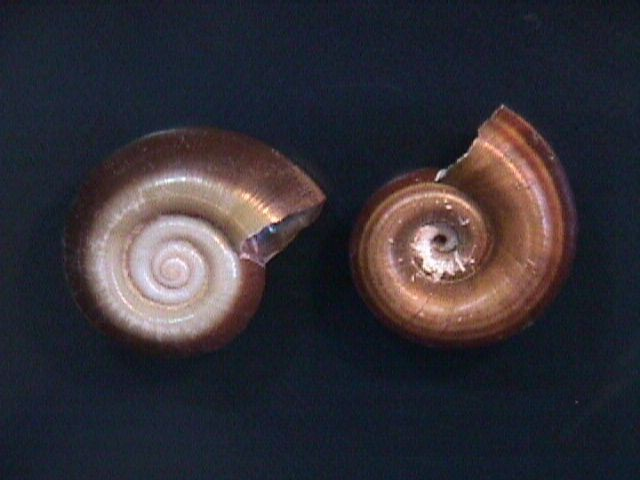
Marisa cornuarietis

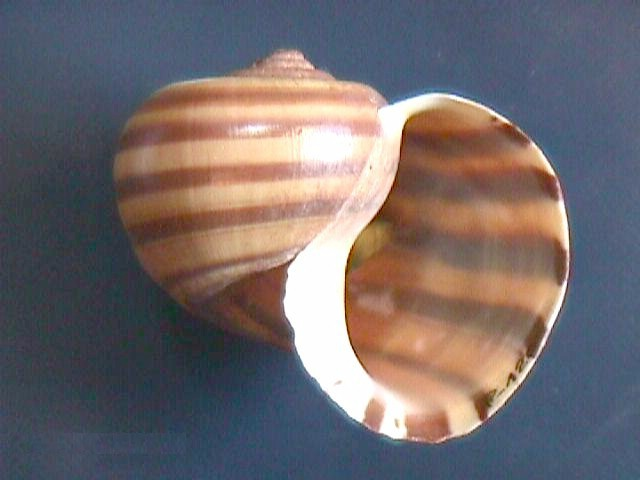
Pomacea glauca

- Marisa cornuarietis (Linnaeus, 1758)[1]
- Pomacea glauca (Linnaeus, 1758)[2]

Ancylidae
- Gundlachia radiata (Guilding, 1828)[2]

Bulinidae
- Plesiophysa granulata (Shuttleworth in Sowerby, 1873)[2]
- Plesiophysa guadeloupensis ("Fischer" Mazé, 1883)[3]

Hydrobiidae

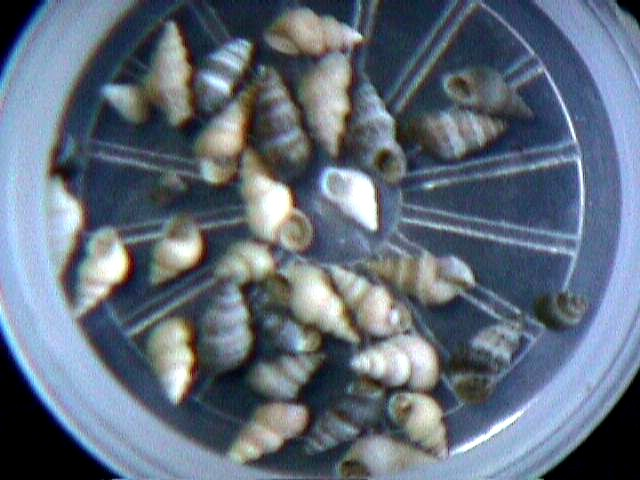
Potamopyrgus coronatus

- Potamopyrgus coronatus (Pfeiffer, 1840)[2]
- Pygophorus parvulus (Guilding, 1828)[1]

Lymnaeidae
- Lymnaea cubensis Pfeiffer, 1839[2]

Neritidae
- Neritina punctulata Lamarck, 1816[2]
- Neritina succinea Récluz, 1841[2]

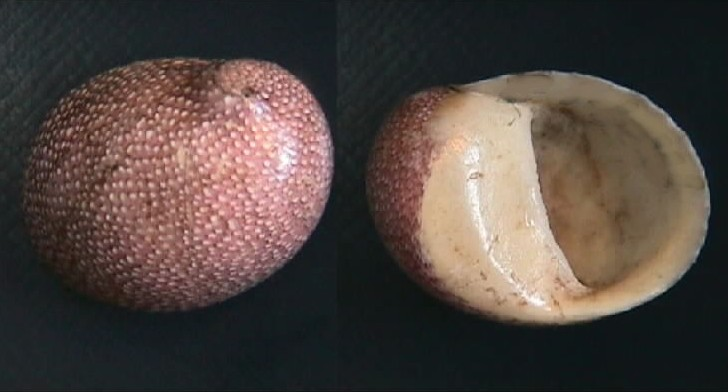
Neritina punctulata

- Neritina virginea (Linnaeus, 1758)[2]

Planorbidae
- Biomphalaria glabrata (Say, 1818)[2]

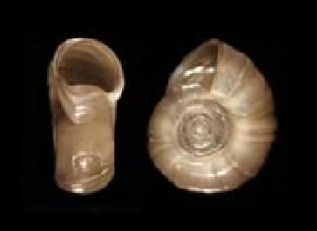
Helisoma duryi

- Biomphalaria schrammi (Crosse, 1864)[2]
- Biomphalaria straminea (Dunker, 1848)[4]
- Drepanotrema aeruginosum (Morelet, 1851)[2]
- Drepanotrema anatinum (d´Orbigny, 1835)[2]
- Drepanotrema cimex (Monicand, 1837)[2]
- Drepanotrema depressissimum (Moricand, 1839)[1]
- Drepanotrema kermatoides (d´Orbigny, 1835)[2]
- Drepanotrema lucidum (Pfeiffer, 1839)[2]
- Gundlachia radiata (Guilding, 1828)[2]
- Helisoma duryi (Wetherby, 1879)[1]
- Helisoma foveale (Menke, 1830)[2]
- Plesiophysa granulata (Shuttleworth in Sowerby, 1873)[2]
- Plesiophysa guadeloupensis ("Fischer" Mazé, 1883)[3]

Physidae
- Aplexa marmorata Guilding, 1828[2]
- Physa cubensis Pfeiffer, 1839[2]

Thiaridae
- Melanoides tuberculata (Müller, 1774)[1]

## Gastéropodes terrestres
Achatinidae
- Achatina fulica Bowdich, 1822[5]

Agrolimacidae
- Deroceras laeve (Müller, 1774)[5]

Annulariidae

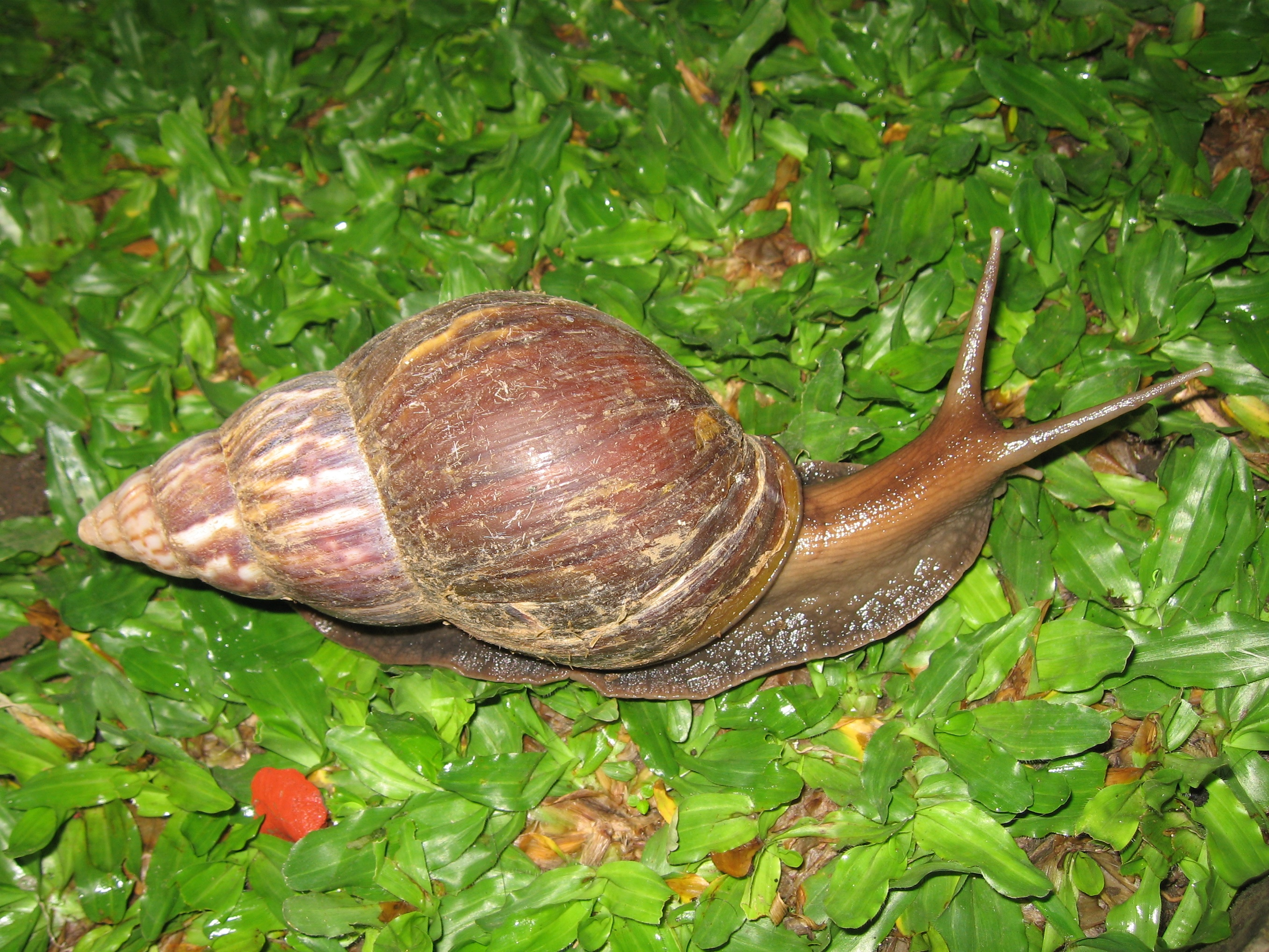
Achatina fulica

- Diplopoma crenulatum (Potiez & Michaud, 1774)[5]

Amphibulimidae

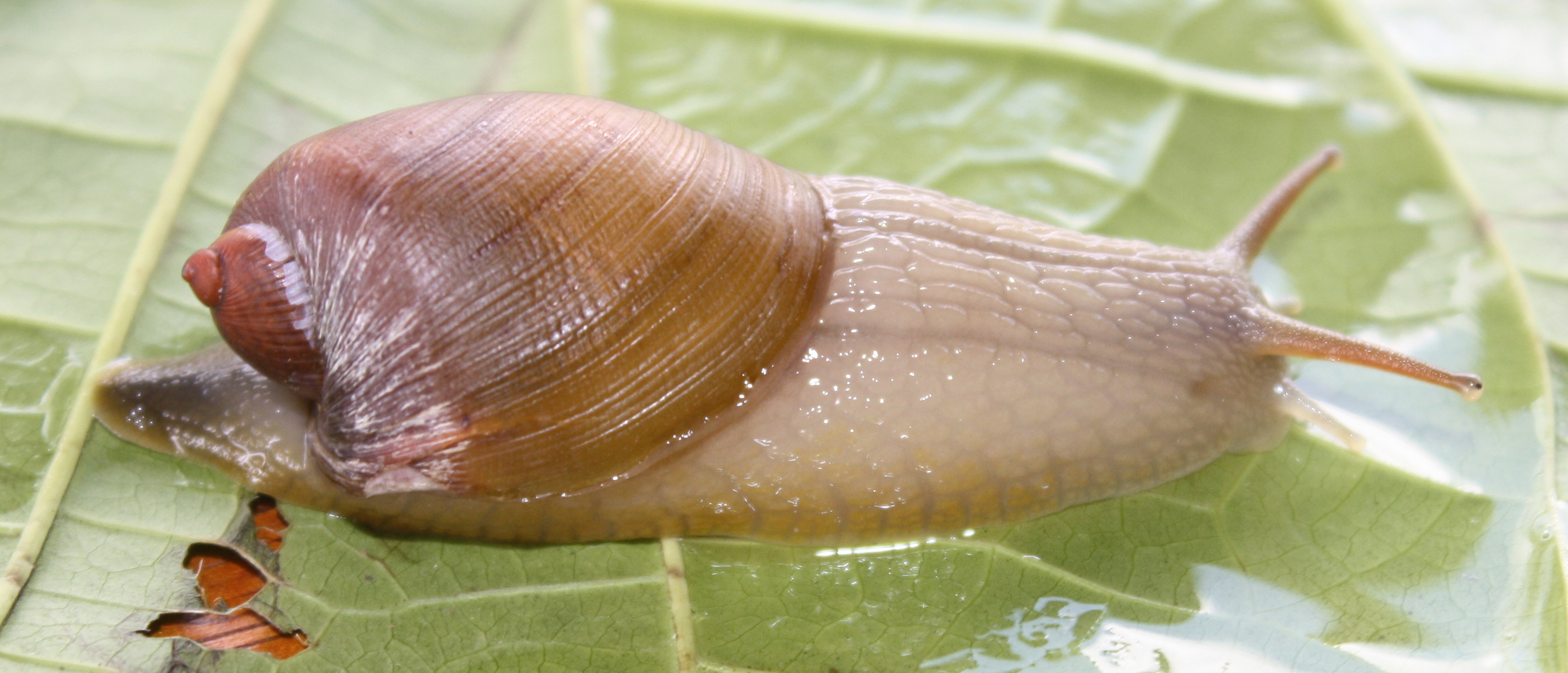
Amphibulima patula

- Amphibulima patula (Bruguière, 1789)[5],[6]
- Pellicula depressa (Rang, 1835) - endémique[5]

Bulimulidae

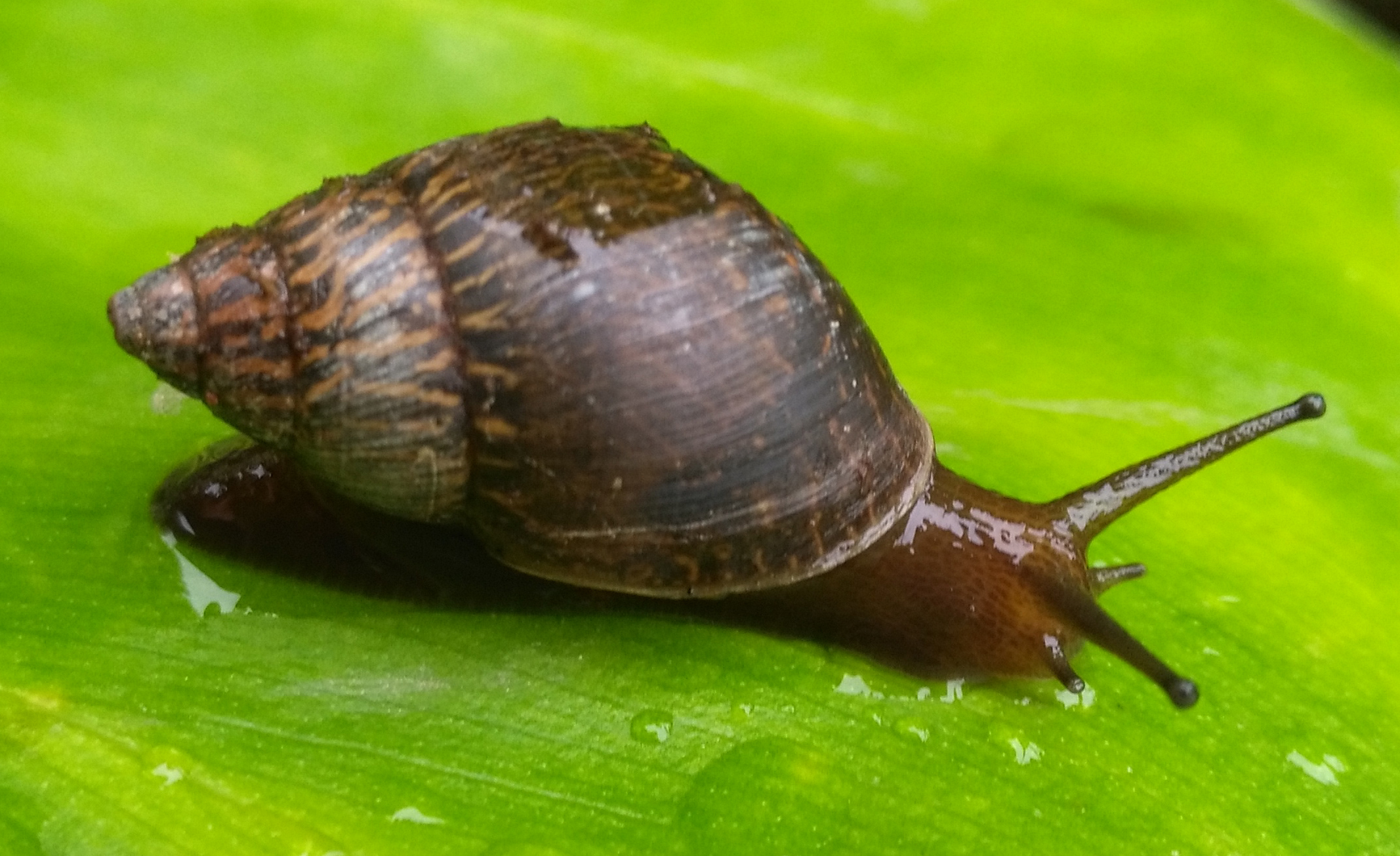
Bulimulus lherminieri

- Bulimulus chrysalis var. (Pfeiffer, 1847)[5]
- Bulimulus fracterculus (Pottiez et Michaud, 1835)[5]
- Bulimulus tenuissimus eyriesii (Drouët, 1859)[5]
- Bulimulus guadalupensis (Bruguière, 1789)[5]
- Bulimulus lherminieri (Fischer, 1856) - endémique[5]
- Drymaeus elongatus (Röding, 1798)[5]
- Drymaeus multifasciatus (Lamarck, 1822)[5]

Euconulidae
- Guppya gunddlachi (Pfeiffer, 1840)[5]

Ferussaciidae
- Karolus consobrinus (d´Orbigny, 1845)[5]
- Geostilbia gundlachi Pfeiffer, 1850[5]

Gastrocoptidae
- Gastrocopta servilis (Gould, 1843)[5]

Gastrodontidae
- Zonitoides arboreus (say, 1816)[5]

Haplotrematidae

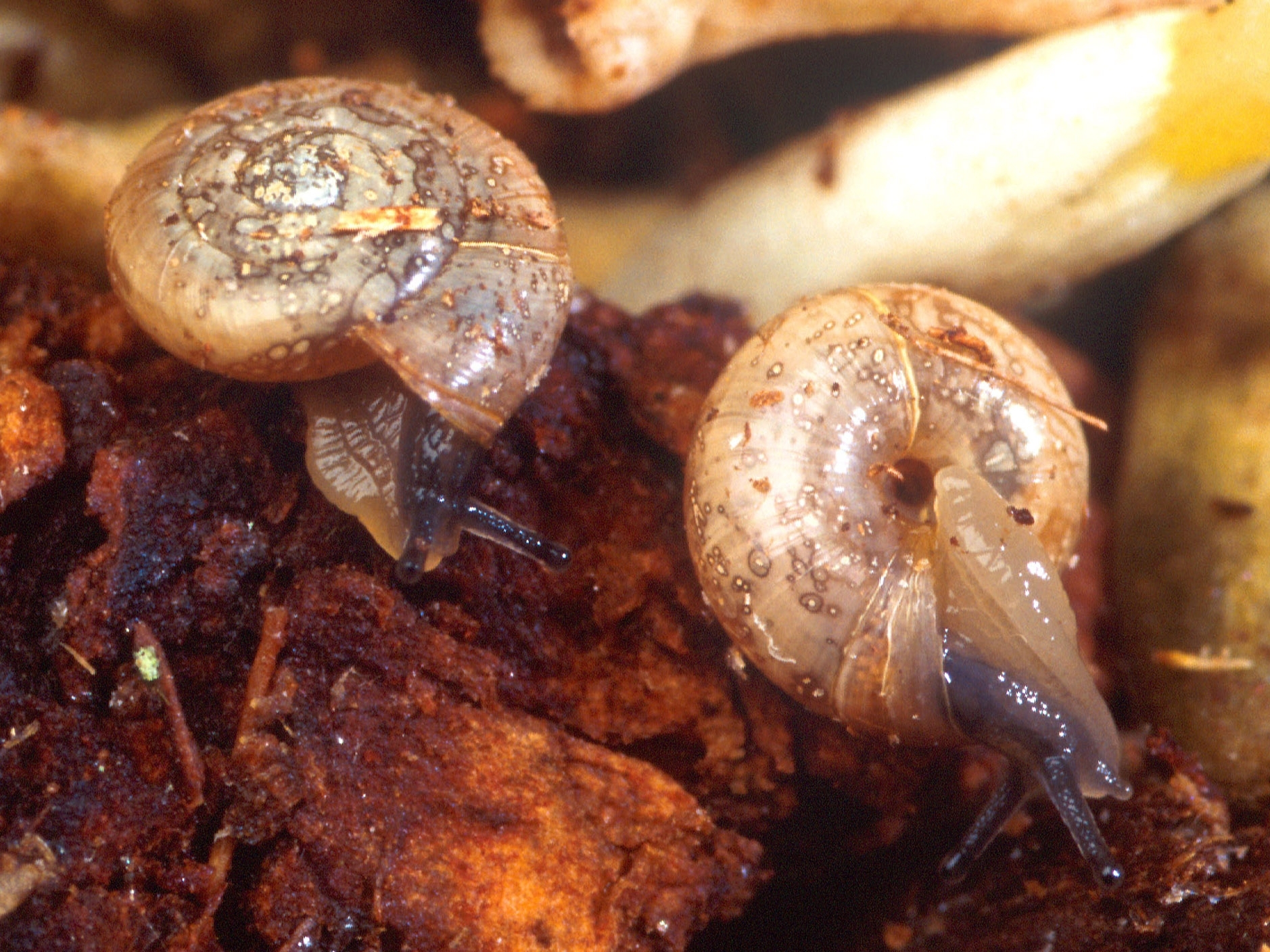
Zonitoides arboreus

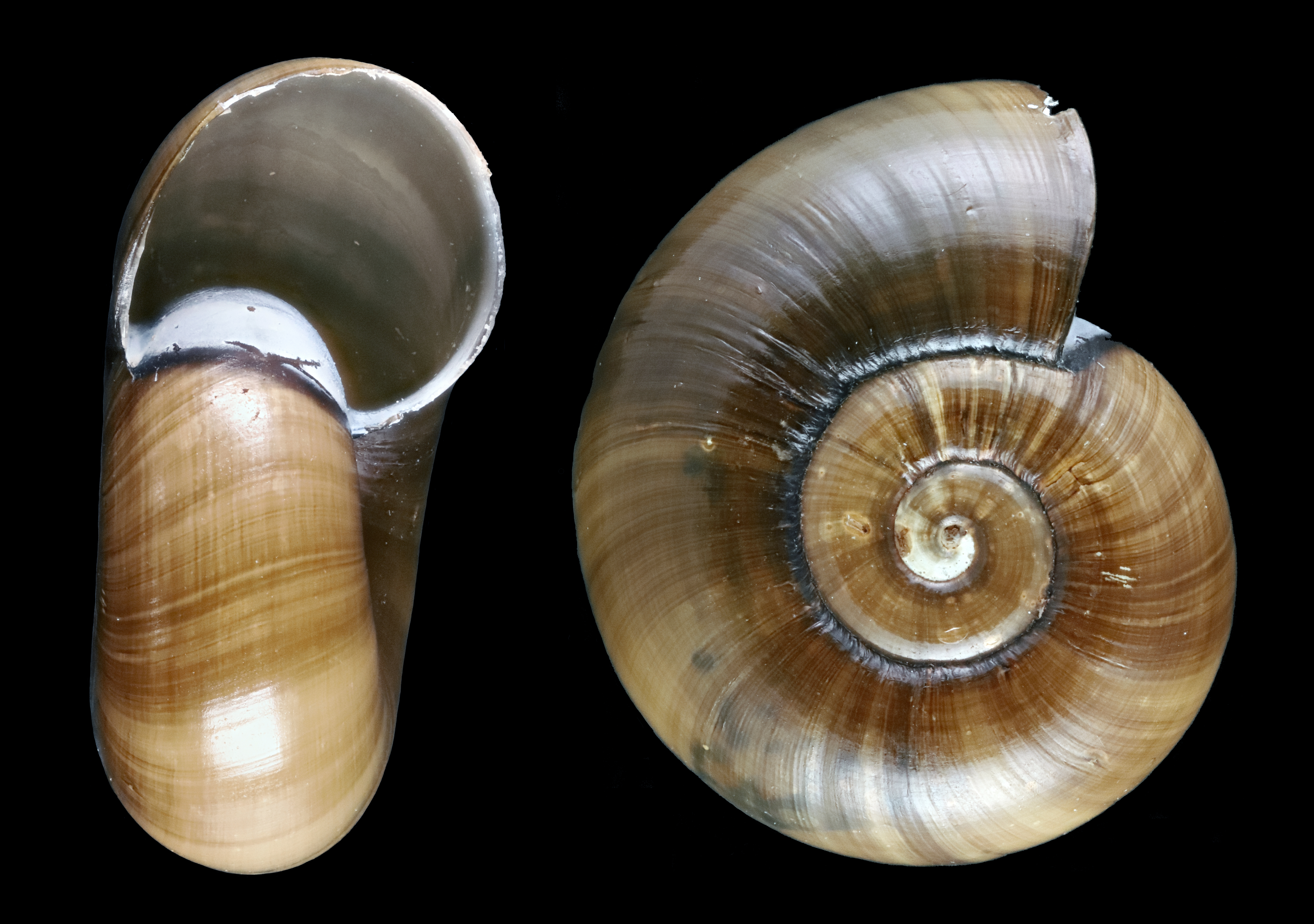
Zophos baudoni

- Zophos baudoni (Petit de la Saussaye, 1853)[5]

Helicinidae
- Alcadia guadaloupensis (Sowerby, 1842)[5]
- Alcadia schrammi (Crosse, 1872) - endémique[5]
- Helicina convexa houelmontensis Mazé, 1890 - endémique[5]
- Helicina fasciata Lamarck, 1822[5]
- Helicina platychila (Megerle von Mühlfeld, 1824)[5]
- Lucidella striatula (Férussac, 1827)[5]
- Lucidella sp. [5]

Neocyclotidae

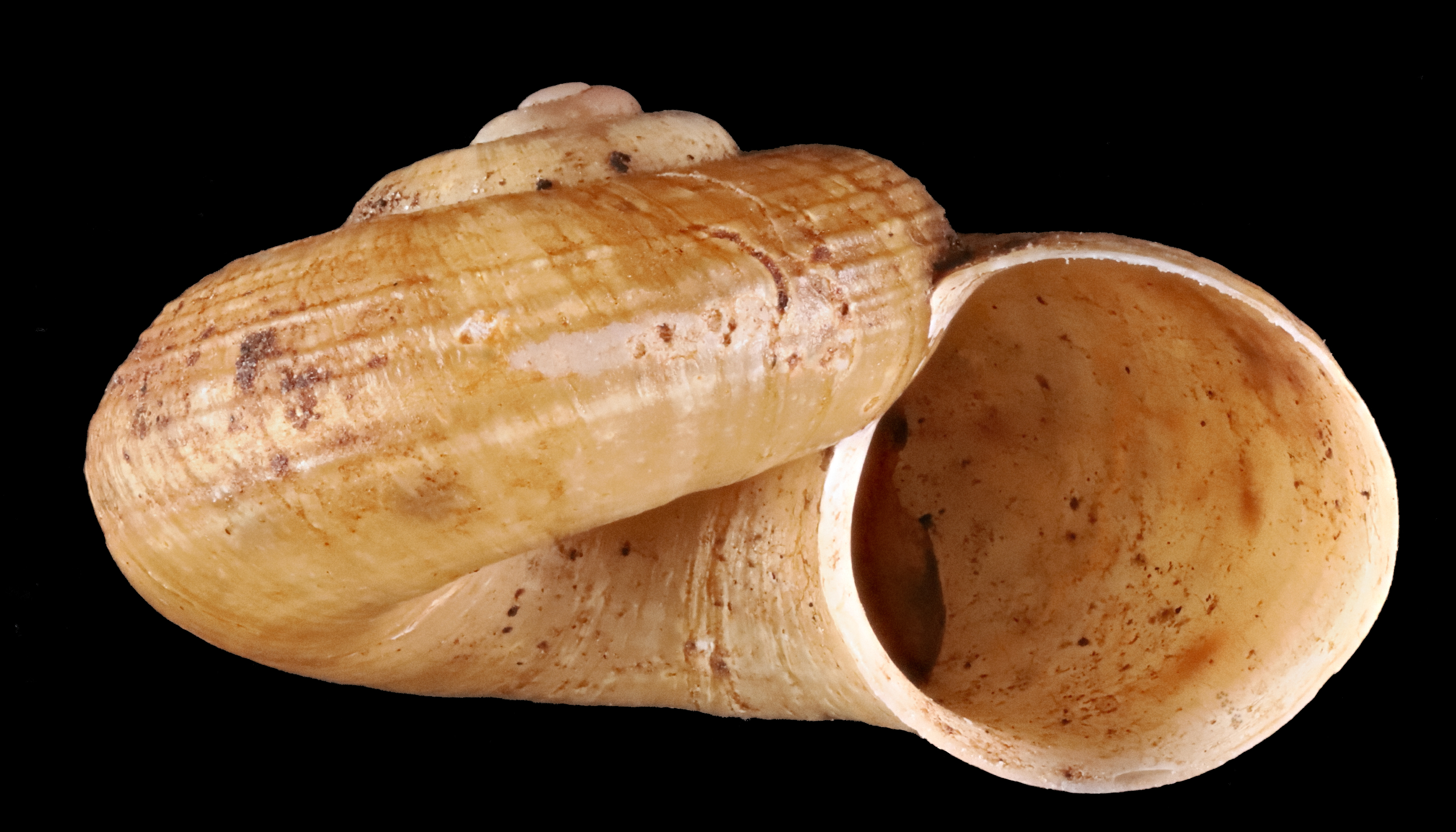
Amphicyclotulus perplexus

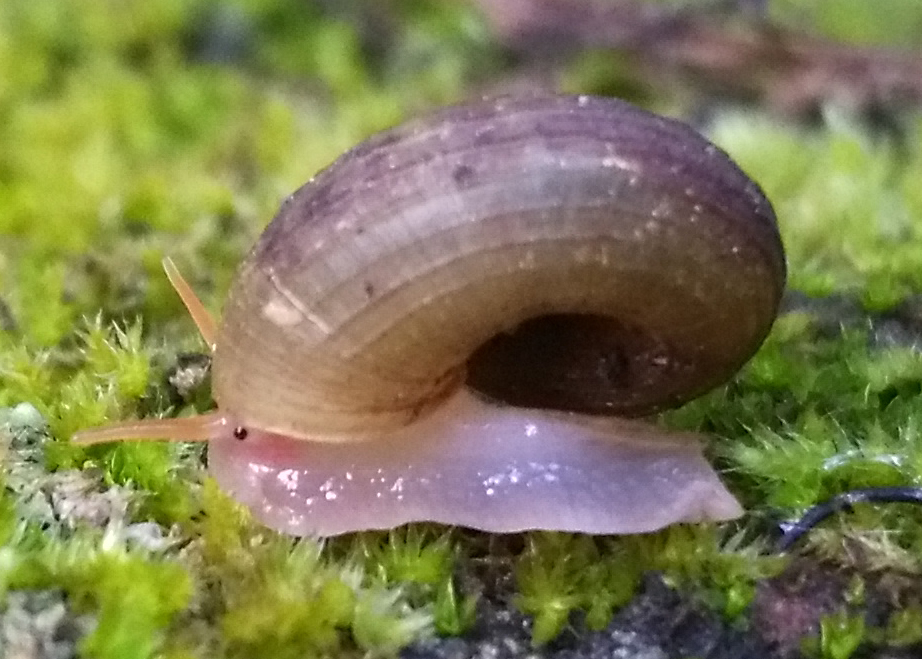
Amphicyclotulus schrammi

- Amphicyclotulus beauianus (Petit, 1853) - endémique[5]
- Amphicyclotulus guadeloupensis de la Torre, Bartsch & Morrison, 1942 - endémique, éteint[5],[7]
- Amphicyclotulus perplexus de la Torre, Bartsch & Morrison, 1942 - endémique[5]
- Amphicyclotulus schrammi (Shuttleworth, 1857) - endémique[5]

Philomycidae
- Pallifera sp.[5]

Oleacinidae
- Laevaricella guadeloupensis (Pfeiffer, 1856) - endemique[5],[8]

Pleurodontidae

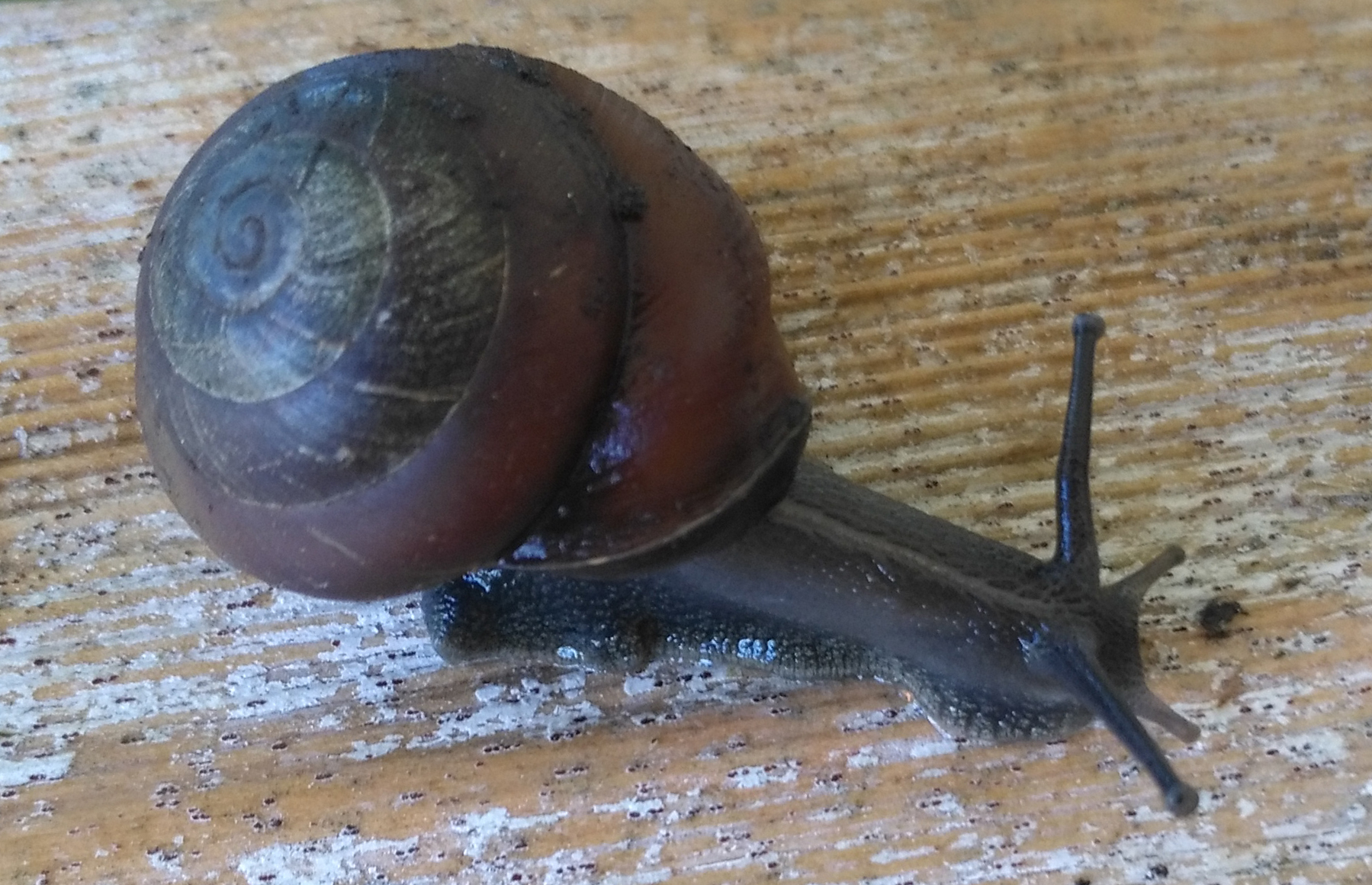
Pleurodonte dentiens

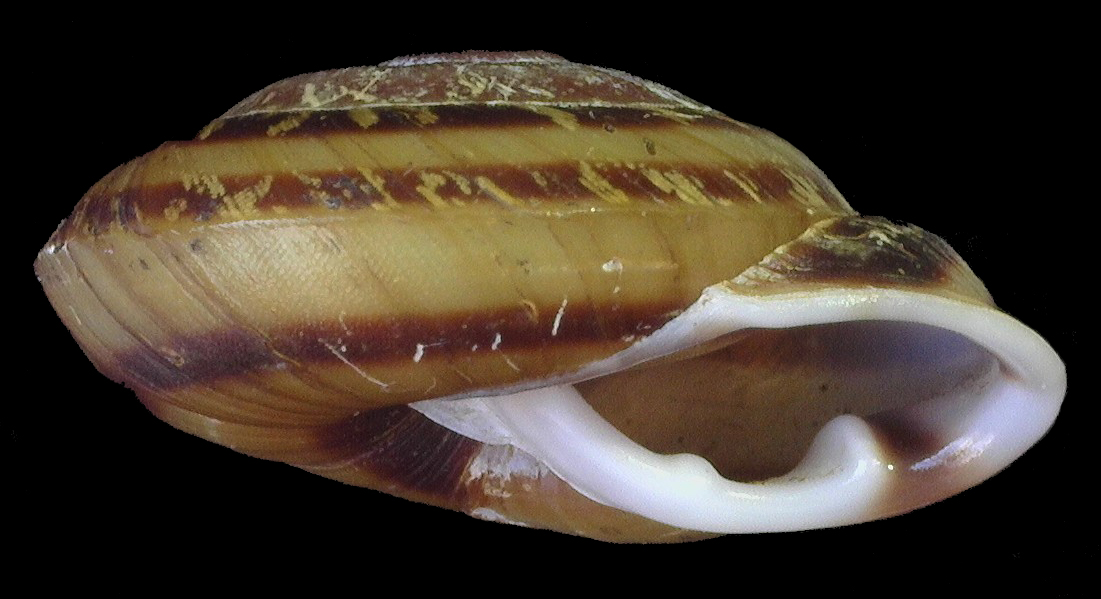
Pleurodonte josephinae

- Pleurodonte dentiens (Férussac, 1822)[5]
- Pleurodonte guadeloupensis (Férussac, 1832)[5]
- Pleurodonte josephinae (Férussac, 1832)[5]
- Pleurodonte lychnuchus (Müller, 1774) - endémique[5]
- Pleurodonte pachygastra (Gray, 1834) - endémique[5]
- Zachrysia provisaria (L. Pfeiffer, 1858)[5]

Polygyridae

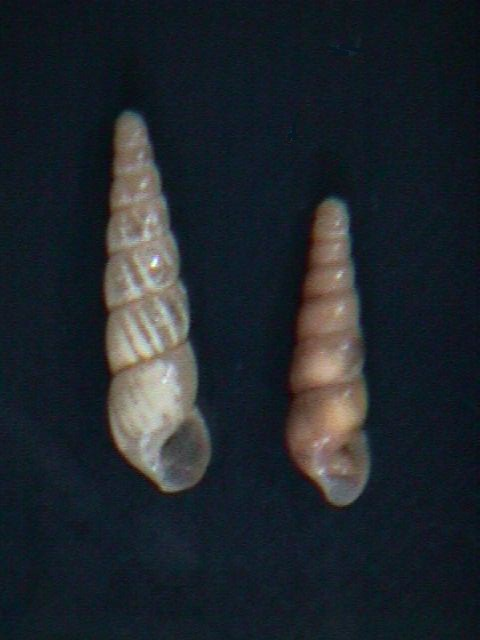
Subulina octona

- Polygyra cereolus (Megerle von Mühlfeld, 1816)[5],[9]

Pristilomatidae
- Hawaiia minuscula (Binney, 1841)[5]

Pupillidae
- Pupoides albilabris (Adams, 1841)[5]

Sagdidae
- Hojeda subaquila (Shuttlewworth, 1854)[5]
- lacteoluna selenina (Gould, 1848)[5]

Scolodontidae
- Tamayoa decolorata (Drouet, 1859)[5]
- Scolodontidae ind[5].

Streptaxidae
- Hutonella bicolor (Hutton, 1834)[5]
- Streptartemon glaber (L. Pfeiffer, 1849)[5]
- Streptaxis sp. [5]
- Streptostele musaecola (Morelet, 1860) [5]

Subulinidae
- Allopeas gracile (Hutton, 1834)[5]
- Beckianum beckianum (Pfeiffer, 1849)[5]
- Lamellaxis micra (d'Orbigny, 1835)[5]
- Leptinaria lamellata (Potiez & Michaud, 1835)[5]
- Obeliscus swiftianus (Pfeiffer, 1852)[5]
- Opeas hannense (Rang, 1831)[5]
- Subulina octona (Bruguière, 1789)[5]

Succineidae
- Succinea sp.[5]
- Omalonyx matheronii (Potiez & Michaud, 1835)[5]

Truncatellidae
- Truncatella bilabiata  Pfeiffer, 1840[1]

Urocoptidae

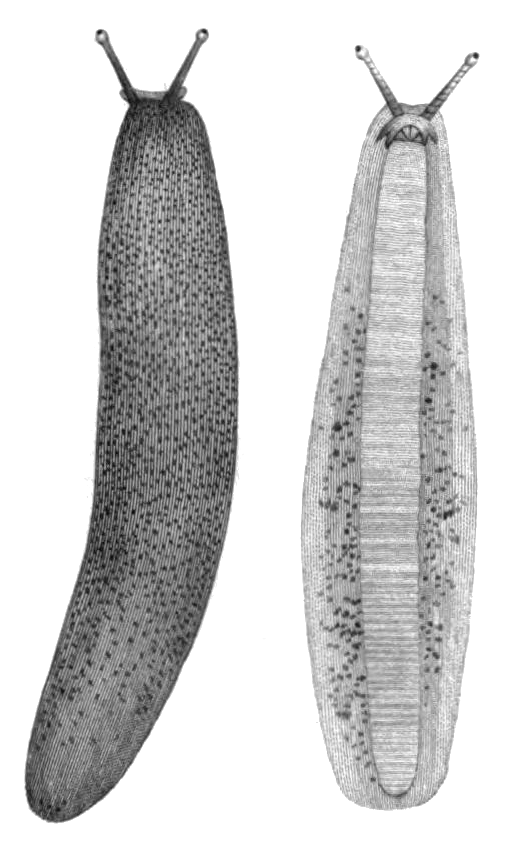
Diplosolenodes occidentalis

- Brachypodella antiperversa (Férussac, 1832)[5]
- Pseudopineria viequensis (Pfeiffer, 1856)[5]

Vallonidae
- Ptychopatula dioscoricola (Férussac, 1821)[5]

Veronicellidae
- Diplosolenodes occidentalis (Guilding, 1825)[5]
- Sarasinula linguaeformis (Semper, 1885)[5]
- Sarasinula marginata (Semper, 1885)[5]
- Sarasinula plebeia (P. Fisher, 1868)[5]
- Semperula wallacei (Issel, 1874)[5]
- Veronicella sloanii (Cuvier, 1817)[5]

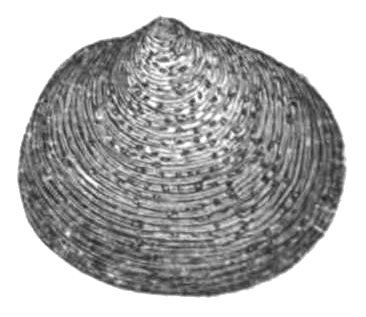
Pisidium punctiferum

Vertiginidae
- Sterkia eyriesii (Drouët, 1859)[5]
- Vertigo ovata Say, 1822[5]

## Bivalvia
- Eupera viridans (Prime, 1875)[2]
- Pisidium punctiferum (Guppy, 1867)[2]